# Sinfonia in do (Stravinskij)
La Sinfonia in do è stata composta da Igor' Fëdorovič Stravinskij tra il 1938 e il 1940 e segna un ritorno al sinfonismo dell'autore.

## Storia
Nel 1938 il filantropo Robert Woods Bliss, che già commissionò a Stravinskij il Concerto in mi bemolle "Dumbarton Oaks", chiese al compositore di scrivere una sinfonia per la Chicago Symphony Orchestra. Sulla partitura originale manoscritta si legge infatti Questa sinfonia, composta alla Gloria di Dio, è dedicata alla Chicago Symphony Orchestra nell'occasione del cinquantesimo anniversario della sua fondazione. Stravinskij iniziò a comporre questo lavoro a Parigi nell'autunno del 1938, ma purtroppo diversi avvenimenti tragici della sua vita ne rallentarono la stesura. Alla fine dell'anno morì infatti la figlia Mika e, a breve distanza di tempo l'anno successivo, vennero a mancare la moglie Katerina Nossenko e la madre, mentre il compositore si trovava in ospedale ammalato di tubercolosi. Stravinskij uscì da questo periodo, che fu il più buio della sua vita,  dedicandosi accanitamente alla composizione. La Sinfonia in do verrà terminata negli Stati Uniti, a Beverly Hills, dove l'autore si era ormai trasferito, nell'agosto del 1940. La prima esecuzione avvenne a Chicago all'Orchestra Hall il 7 novembre 1940 con la direzione del compositore.

## Struttura e analisi
La Sinfonia in do è composta dai canonici quattro movimenti:
- Moderato alla breve
- Larghetto concertante
- Allegretto
- Largo. Tempo giusto, alla breve

Nel primo movimento, Moderato alla breve, Stravinskij adotta uno schema classico, ma tutti i motivi presenti sono trattati e variati in forma totalmente innovativa. L'impiego dei timpani che suonano, in maniera assai simile, le famose quattro battute iniziali della Quinta sinfonia di Beethoven rivela, più che un influsso del musicista tedesco, un ripensamento in chiave stravinskiana della musica sia di Beethoven come anche quella di Haydn i cui ricordi, in questa sinfonia, sono a più riprese presenti. Il secondo movimento, Larghetto concertante, inizia in modo calmo con melodie disegnate dai fiati che contrastano subito dopo con brani quasi violenti affidati agli archi per poi rientrare in una terza parte distesa e serena. Il terzo movimento, Allegretto, si riallaccia al precedente senza interruzioni ed è basato su musiche di danza dove la complessità ritmica, così caratteristica del compositore, è talmente intensa e coinvolgente da ricordare fortemente il Sacre. L'ultimo movimento, Largo: tempo giusto, alla breve, si ricollega al brano iniziale della sinfonia. Il contrasto fra luci ed ombre in questa composizione si risolve in una musica serena che dovette quasi certamente essere un contraltare alla situazione altamente drammatica vissuta in quel periodo dall'autore.

## Organico
Tre flauti, due oboi, due clarinetti, due fagotti, quattro corni, due trombe, tre tromboni, un basso tuba, timpani, archi.